# Уряд Сан-Томе і Принсіпі
Уряд Сан-Томе і Принсіпі — вищий орган виконавчої влади Сан-Томе і Принсіпі.

## Голова уряду
- Прем'єр-міністр — Патріс Емері Тровоада (порт. Patrice Emery Trovoada).

## Кабінет міністрів
Склад чинного уряду подано станом на 28 грудня 2016 року.
| Логотип | Міністерство                                                                                | Міністр                                                                 | Фото | Час на посаді | Час на посаді | Партія | Партія | Вебсайт |
| ------- | ------------------------------------------------------------------------------------------- | ----------------------------------------------------------------------- | ---- | ------------- | ------------- | ------ | ------ | ------- |
|         | Міністерство зайнятості та соціальних справ                                                 | Еміліу Фернандес Ліма (Emilio Fernandes Lima)                           |      |               |               |        |        |         |
|         | Міністерство закордонних справ і громад                                                     | Урбіно Жозе Гонсалвес Ботелью (Urbino Jose Goncalves Botelho)           |      |               |               |        |        |         |
|         | Міністерство інфраструктури, природних ресурсів і екології                                  | Карлос Мануель Віла Нова (Carlos Manuel Vila Nova)                      |      |               |               |        |        |         |
|         | Міністерство молоді                                                                         | Марселіну Ліль Санчес (Marcelino Leal Sanches)                          |      |               |               |        |        |         |
|         | Міністерство оборони та внутрішніх справ                                                    | Арлінду Рамос (Arlindo Ramos)                                           |      |               |               |        |        |         |
|         | Міністерство освіти, культури, комунікацій та науки                                         | Олінто да Сілва Даю (Olinto da Silva Daio)                              |      |               |               |        |        |         |
|         | Міністерство охорони здоров'я                                                               | Марія ді Жесус Тровоада душ Сантос (Maria de Jesus Trovoada dos Santos) |      |               |               |        |        |         |
|         | Міністерство сільського і рибного господарств                                               | Теодоріку ді Кампос (Teodorico de Campos)                               |      |               |               |        |        |         |
|         | Міністерство фінансів                                                                       | Амеріку д'Олівейра Рамос (Americo D'Oliveira Ramos)                     |      |               |               |        |        |         |
|         | Міністерство юстиції, державної служби і прав людини                                        | Ільза душ Сантос Амаду Вас (Ilza dos Santos Amado Vaz)                  |      |               |               |        |        |         |
|         | Міністр кабінету міністрів, представник президента, відповідальний за зв'язки з парламентом | Афонсу да Грака Варела да Сілва (Afonso da Graca Varela da Silva)       |      |               |               |        |        |         |